# Diversidad sexual en Yibuti
Las personas LGBTI en Yibuti se enfrentan a ciertos desafíos legales y sociales no experimentados por otros residentes.

## Leyes
La actividad sexual entre personas del mismo sexo es legal en Yibuti

## Condiciones de vida
No existe una ley que prohíba la discriminación a la hora de contratar a las personas en base orientación sexual, identidad de género o VIH, entre otros motivos.
El Departamento de Estado de los Estados Unidos en su informe de 2016 sobre los Derechos Humanos afirmaba: "La Ley no criminaliza directamente las conductas sexuales entre personas del mismo sexo, pero autoriza la persecución de la promoción de estas conductas en leyes que prohiben los ataques a la buena moral. No existen leyes antidiscriminación para proteger a las personas LGBTI. No se reportaron incidentes de violencia social o discriminación basadas en la identidad de género o a la orientación sexual, aunque esto probablemente se deba a que las víctimas son reacias a informar de tales abusos. Las normas sociales no permiten que la homosexualidad se trate en deates públicos y las personas LGBTI no hablan abiertamente de su orientación sexual o identidad de género. No había organizaciones LGBTI conocidas. El VIH y el sida es un estigma social".